# グスタフ・シュペーラー

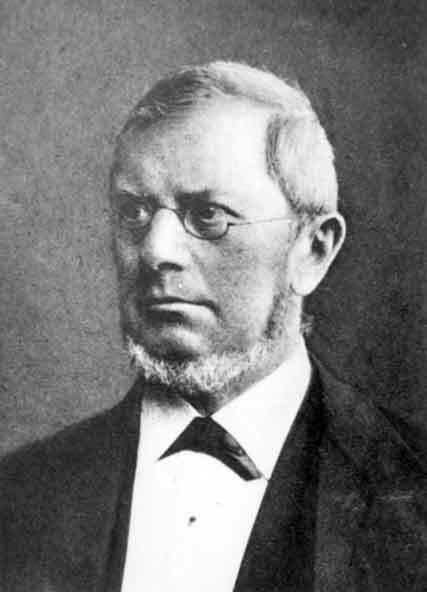
フリードリヒ･ウィルヘルム・グスタフ・シュペーラー

グスタフ・シュペーラー（Friederich Wilhelm Gustav Spörer、1822年10月23日 – 1895年7月7日）は、ドイツの天文学者である。太陽黒点の研究を行い、黒点の発生の周期に関するシュペーラーの法則に名前を残している。

## 生涯
ベルリンで生まれた。ベルリン大学で数学と天文学を学んだ。1850年代後半から太陽黒点の研究を始めた。1874年から新設されたポツダム天文台で観測をおこなった。リチャード・キャリントンと独立して、黒点の発生する位置の周期性に関する経験則であるシュペーラーの法則を発見した。歴史的な観測結果の調査から1645年から1715年の間に黒点出現数の少なかった時期があったことを初めて指摘した。現在はマウンダー極小期と呼ばれている。シュペーラーの業績を記念して、1420年から1570年の太陽黒点の極小期はシュペーラー極小期と名付けられた。